# Dörte Lyssewski
Dörte Lyssewski, née le 28 juillet 1966 à Winsen en Basse-Saxe est une actrice allemande.

## Biographie
Dörte Lyssewski étudie l'art dramatique à la Hochschule für Musik und Theater à Hambourg et, après réception de son diplôme en 1989, obtient son premier engagement à la Schaubühne à Berlin avec le metteur en scène Peter Stein. Sous sa direction, elle est notamment Warja dans La Cerisaie d'Anton Tchekhov aux côtés de Jutta Lampe et Peter Simonischek. Elle est de la distribution de la création mondiale de Schlußchor de Botho Strauss, mis en scène par Luc Bondy, et joue dans Le Conte d'hiver de William Shakespeare.
En 2008, elle est sur la scène de l'Opéra Berlioz de Montpellier pour la création mondiale de Scènes de chasse, opéra en un acte d'après Penthesilea mis en scène par René Koering aux côtés d'Ariel Garcia-Valdès, Fionnuala Mc Carty et Quentin Haye.

## Filmographie partielle

### Au cinéma
- 1994 : La Reine Margot : Marie Touchet
- 1997 : Le Château
- 2008 : L'Étranger en moi

## Théâtre
- Jedermann de Hugo von Hofmannsthal